# Lichtspoormunitie

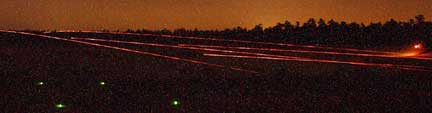
Lichtsporen van M16-geweren op een schietbaan van het Amerikaanse leger.

Lichtspoormunitie maakt gebruik van een speciaal soort kogels, die zo zijn aangepast dat ze na afvuren zichtbaar blijven. Dit stelt de schutter in staat de baan te volgen en het richten aan te passen.
In de holle kogel zit vanaf de achterzijde een chemisch mengsel dat door de ontbranding van het kruit in de huls wordt ontstoken. Het mengsel brandt met een doorgaans rood licht wat de schutter in staat stelt de kogelbaan te observeren. Hierdoor kan deze eenvoudiger zijn uitgebrachte vuur op het doel krijgen of het doel markeren voor anderen, of in brand schieten. 
Lichtspoormunitie bestaat in vrijwel alle gangbare pistool- en geweerkalibers en is in veel gevallen te herkennen aan een roodgelakte kogelpunt.
In geschakelde munitie voor mitrailleurs is vaak 1 op de 5 patronen een lichtspoorpatroon.